# Himalaphantes azumiensis
Himalaphantes azumiensis là một loài nhện trong họ Linyphiidae.
Loài này thuộc chi Himalaphantes. Himalaphantes azumiensis được Ryoji Oi miêu tả năm 1979.